# نانو سیال
نانو سیالات که از توزیع ذرات با ابعاد نانو در سیالات معمولی حاصل می‌شوند، نسل جدیدی از سیالات با پتانسیل بسیار زیاد در کاربرهای صنعتی هستند. اندازه ذرات مورد استفاده در نانو سیالات از ۱ نانومتر تا ۱۰۰ نانومتر می‌باشد. این ذرات از جنس ذرات فلزی همچون مس (Cu), نقره (Silver) و… و یااکسید فلزی همچون آلومینیوم اکسید (Al2O3), اکسید مس (CuO) و… هستند. سیالات متداولی که در زمینه انتقال حرارت استفاده می‌شوند ضریب هدایت حرارتی پایینی دارند. ذرات نانو به دلیل بالا بودن ضریب هدایتی شان با توزیع در سیال پایه باعث افزایش ضریب هدایت حرارتی سیال که یکی از پارامترهای اساسی انتقال حرارت محسوب می‌شود، می‌گردند.

## مزایای نانوسیال
ذراتی که در تحقیقات قدیمی به سیالات افزوده می‌شد دارای اندازه‌های میکرومتری بودند. این ذرات پایداری لازم در سوسپانسیون را نداشته و به سرعت ته‌نشین می‌شوند. همین امر سبب می‌شود که مجاری عبور سیال به سرعت مسدود گردد. در حالی که ذرات با اندازه نانو، تشکیل سوسپانسیون‌های بسیار پایدارتری داده و پائین بودن سرعت ته‌نشینی آن‌ها سبب می‌گردد که مشکل گرفتگی و انسداد مجاری به حداقل برسد.

## انتقال حرارت در نانوسیال
نتایج تجربی نشان می‌دهد که افزودن نانوذرات به سیال پایه باعث افزایش چشمگیر ضریب انتقال حرارت رسانش در نانوسیال می‌شود. بنابراین نانوسیال‌های گزینه‌های مناسبی برای استفاده درکاربردهای انتقال حرارت به‌شمار می‌روند.

## مدل‌سازی انتقال حرارت در نانوسیال‌ها
انتقال حرارت در نانوسیال‌ها تاکنون از دو دیدگاه کلی مورد بررسی قرار گرفته‌است. در یک دیدگاه سیال پایه و نانوذرات، یک سیال همگن فرض شده و نانوذرات اجازه حرکت نسبت به سیال پایه را ندارند. در این دیدگاه، تأثیر تغییر خواص ترموفیزیکی در اثر وجود نانوذرات بر انتقال حرارت مورد بررسی قرار گرفته‌است. در این حالت معادلات حاکم بر یک سیال معمولی برای نانوسیال نیز کاربرد دارد. در دیدگاه دوم، نانوسیال به عنوان یک سیال دوفازی (مایع و جامد) فرض شده و در این حالت نانوذرات در اثر نیروهای وارد برآن‌ها امکان لغزش نسبت به سیال پایه را دارند.
در انتقال حرارت جابجایی نانوسیال‌ها افزایش چشمگیر ضریب انتقال حرارت جابجایی مشاهده شده‌است. برخی محققین تأثیر مکانیزمای انتقال حرارت در اثر انتقال جرم را در نانوسیال‌ها مهم می‌دانند. در این راستا، نلد و کوزستو انتقال حرارت نانوسیال‌ها را در لایه مرزی بررسی نمودند. آن‌ها گزارش نمودند که نانوذرات در اثر مهاجرت خود انرژی را در سیال منتقل می‌نمایند و اثر این نوع انتقال انرژی را در لایه مرزی بسیار تأثیرگذار دانستند.
در پژوهش جدیدی که اخیراً توسط بهسرشت، نقره آبادی و قلم باز انجام شد، اثر مهاجرت نانوذرات که توسط نلد و کوزنستو و دیگر محققین پیشین مطرح شده بود مورد بحث قرار گرفت و نشان داده شد که در مطالعه‌های پیشین محدوده اعداد بی بعد به درستی انتخاب نشده‌است. با در نظر گرفتن محدوده صحیح اعداد بی بعد، انتقال حرارت در اثر مهاجرت نانوذرات ناچیز است. نقره آبادی، قلمباز و قنبرزاده در پژوهشی دیگر نشان دادند که اگرچه انتقال حرارت منتقل شده در اثر مهاجرت نانوذرات ناچیز است، ولی لغزش نانوذرات در سیال پایه باعث ایجاد ناهمگونی در نانوسیال می‌گردد. ناهمگونی ایجاد شده باعث تغییر موضعی خواص نانوسیال شده و از این طریق انتقال حرارت جابجایی در نانوسیالات را تحت تأثیر قرار می‌دهد. بحث در این زمینه ادامه دارد.